# Alur (Rural), Alur
Alur (Rural) là một làng thuộc tehsil Alur, huyện Hassan, bang Karnataka, Ấn Độ.